# Exochus marklini
Exochus marklini là một loài tò vò trong họ Ichneumonidae.